# 鑿齒鱷屬

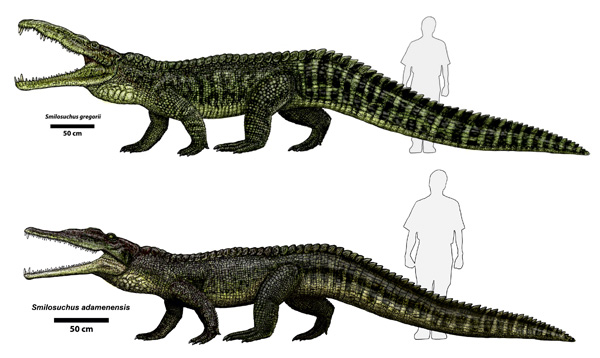
S. gregorii 和 S. adamanensis

鑿齒鱷屬（學名：Smilosuchus）是一種已滅絕爬行動物，属于植龍目，生存於三疊紀晚期的北美洲。在1995年，鑿齒鱷最初被歸類於Leptosuchus的一個種，L. gregorii。但牠們的吻突上方具有較大冠飾，與有較小、較狹窄冠飾的Leptosuchus不同，因此被建立為新屬。但近年有研究認為，某些Leptosuchus也發展出有較大冠飾的吻突，因此鑿齒鱷與Leptosuchus可能是相同屬。